# جاك إل. غراي
جاك إل. غراي (بالإنجليزية: Jack L. Gray)‏ هو رسام أمريكي، ولد في 28 أبريل 1927، وتوفي في 1981.